# NGC 2042
NGC 2042 ist ein offener Sternhaufen im Sternbild Schwertfisch (Dorado). Er hat eine Winkelausdehnung von 9,0' und eine scheinbare Helligkeit von 9,6 mag. Er wurde am 27. September 1826 von James Dunlop entdeckt und wird auch als ESO 56-SC163 bezeichnet.